# 纽约法学院

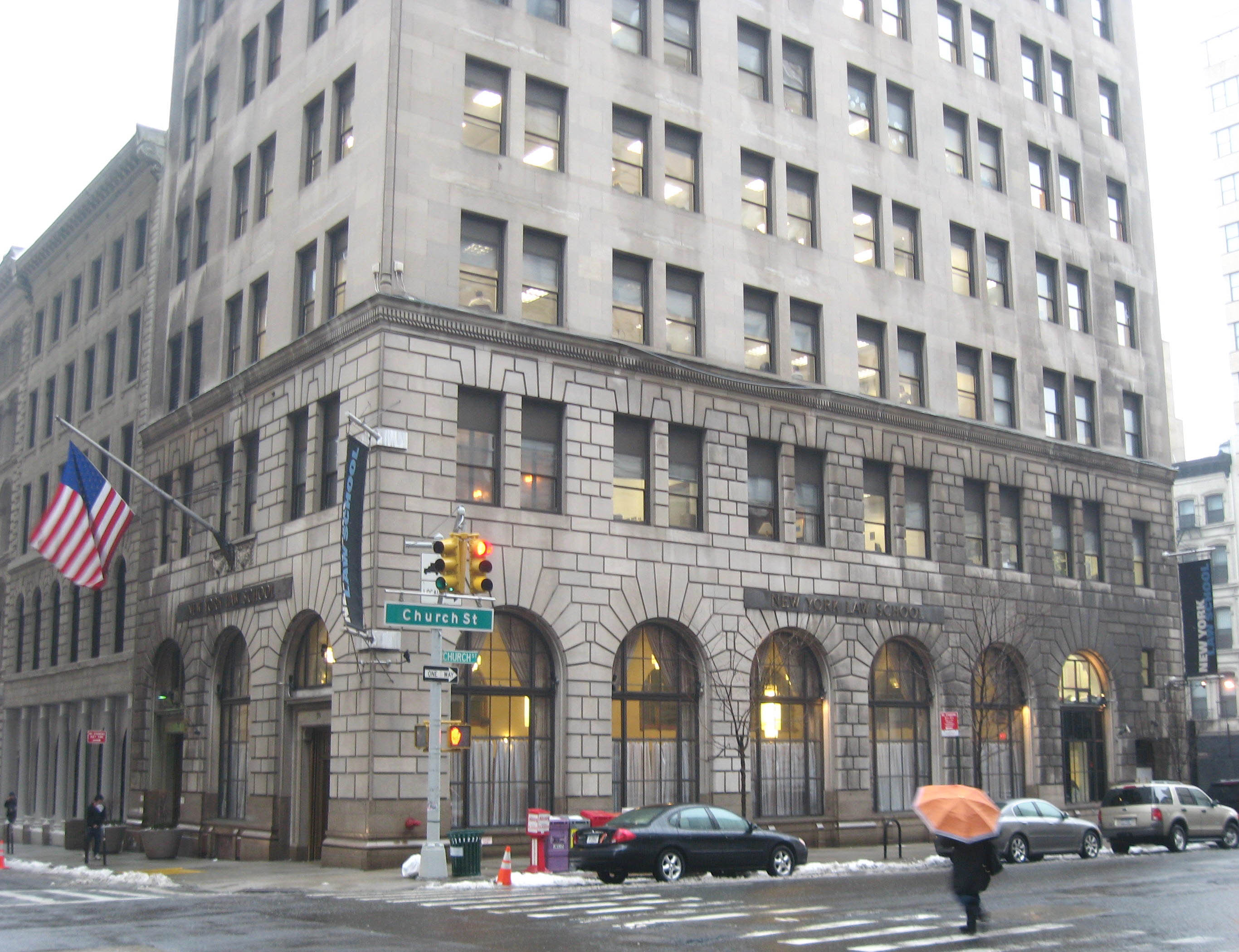
法学院大楼

纽约法学院（New York Law School）是一所自1891年起在美国纽约市曼哈顿地区创设的私立独立学院，不附属于任何大学，是纽约市经过美国律师协会认证的8所法学院之一。此法學院與紐約大學法學院 (New York University School of Law) 不同。
该院2018年被《美国新闻与世界报道》评为全国第110名的法学院。
2012年3月，该刊物亦将该学院评为“全美十大毕业生负债最多的法学院”之一，该院每个学生平均负债14.623万美元。
1890年，当时的哥伦比亚法学院试图引进哈佛法学院开始的案例教学模式。当时的院长Theodore William Dwight反对此教学法，希望能继续教学生读法条而不是案例的形式教学，最终他离开了哥伦比亚，在曼哈顿下城创设了该学院。